# État plateforme
L'État plateforme est une conception de l'État comme une plateforme mettant à disposition de la société civile et des acteurs privés des ressources (ou infrastructures) et laissant à la société civile et aux acteurs privés la liberté de développer des biens et des services finaux à l'aide de ces ressources.

## Développement de la notion
La notion d'État plateforme a notamment été réactivée par l'essai de Tim O'Reilly Government as a Platform dans lequel l'essayiste montre l'intérêt pour l'État à l'ère numérique d'adopter des stratégies de plateformes.
Tim O'Reilly oppose deux modèles d'État, l'État comme distributeur automatique dans lequel les citoyens ne peuvent rien faire d'autre que venir chercher leurs billets ou l'État comme bazar dans lequel un ensemble d'acteurs de la société civile utilisent les ressources mises à disposition par l'État (la plateforme) pour développer des services pour les citoyens. La métaphore du distributeur automatique est empruntée au politologue Donald Kettl et celle du bazar à l'ouvrage d'Eric Raymond La Cathédrale et le bazar (1999).
Tim O'Reilly défend la thèse que les nouvelles technologies constituent une opportunité pour l'État pour devenir une meilleure plateforme en s'inspirant du succès des différentes générations de plateformes numériques : Microsoft Windows, Internet et le World Wide Web ou encore l'App Store d'Apple.

## Mises en application

### En France
En France, le concept a notamment été popularisé à partir de 2012 par l'ouvrage de Nicolas Colin et Henri Verdier, L'Age de la multitude, entreprendre et gouverner après la révolution numérique. Après avoir acquis une certaine popularité dans la haute fonction publique lors du premier quinquennat Macron, l'expression d'État-plateforme aurait disparu de la communication officielle à partir de 2020.